# Universidade Eszterházy Károly
A Universidade Católica Eszterházy Károly foi fundada em 1774 em Eger. Em 1987 ela foi renomeada com o nome do seu fundador, o bispo Károly Eszterházy. O número de alunos da universidade é de 8.602.
Seus edifícios estão espalhados pela cidade, o maior e mais antigo entre eles foi construído em estilo barroco, o Liceu(Prédio "A").
Nomes anteriores:
- "Liceu, Faculdade de Formação de professores", em 1828;
- "Faculdade de Educação"(Sem Liceu);
- "Faculdade de formação de professores de Eger", em 1962;
- "Ho Si Minh Faculdade de formação de professores", em 1969;
- "Faculdade de formação de professores Eszterházy Károly", em 1990;
- "Faculdade Eszterházy Károly", em 1º de Janeiro de 2000.

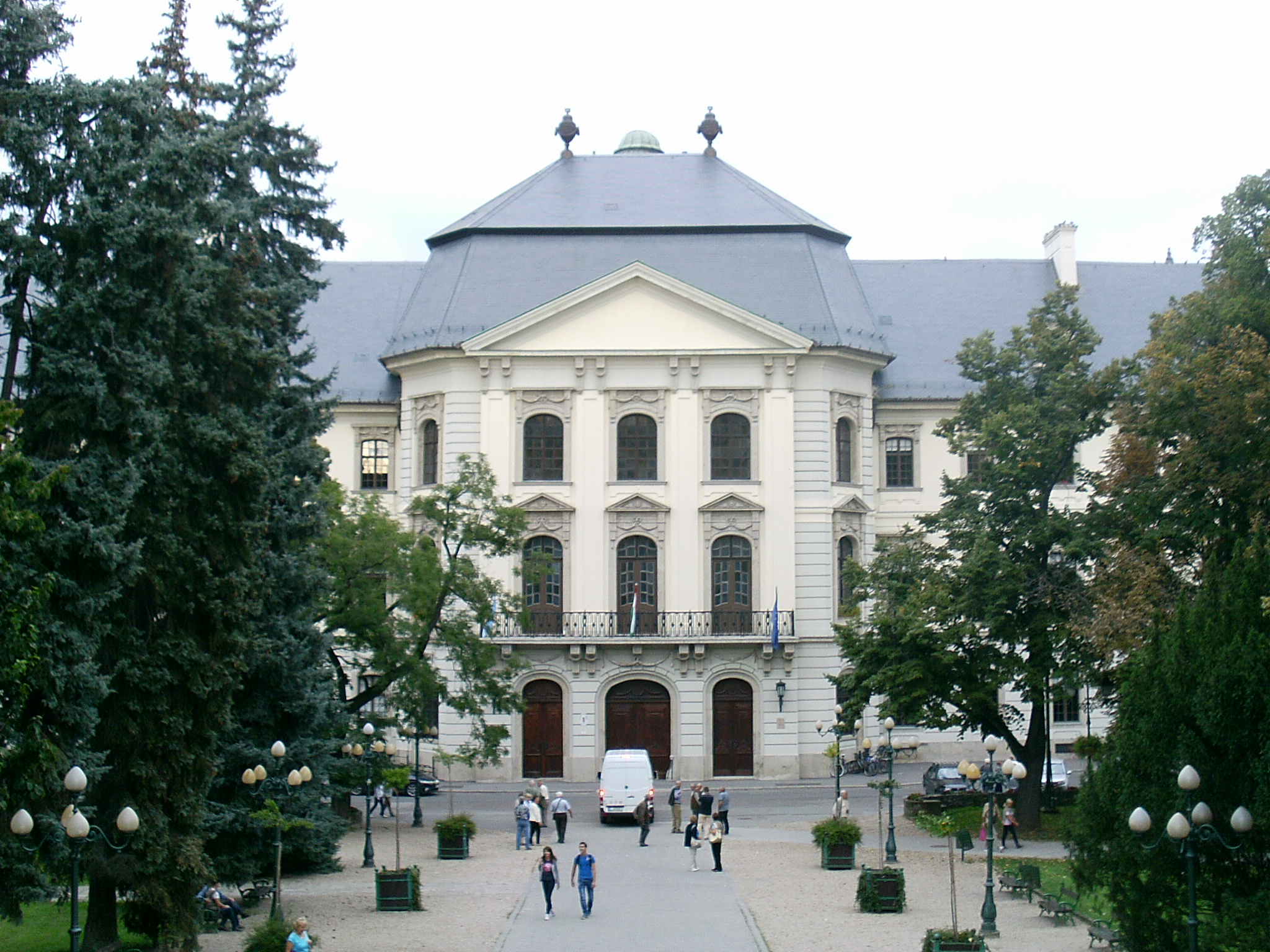
Eger – Liceu(Edifício "A")

## História
Em 1761, o Bispo Ferenc Baróczky decidiu que o modelo de funcionamento do seminário na cidade de Eger seria desenvolvido com base no seminário fundado por Peter Pázmány na Universidade de Nagyszombat, que era uma universidade com três cursos(Teologia, Artes liberais e Leis). O projeto do edifício da universidade foi então desenvolvido por Josef Ignaz Gerl (1734 - 1798).
Seu sucessor Károly Eszterházy, adicionou a faculdade de medicina, o edifício seria o primeiro com 4 faculdades na Hungria. Para fundar a Universidade a permissão de Maria Theresa era necessária, embora ela tenha rejeitado por causa de comentários negativos de seu antecessor Ferenc Baróczky (bispo). Na esperança de sucesso Eszterházy continuou com a obra de acordo com os planos originais, e em 1769 a quarta universidade foi criada e foi a primeira instituição médica de estudos da Hungria. Maria Thereza, no entanto, tornou a universidade de Nagyszombat base de estudos médicos(a cidade não tinha sequer um hospital, enquanto em  Eger o hospital era dirigido por Ferenc Markhot) e privou Eger do direito de Scola Medicianis(direito a doutorado), o que causou o fechamento da instituição em 1775.
Em 1774, retomou o ensino no novo edifício. No entanto em 1777 o estabelecimento foi colocado em uma situação difícil(por causa do Ratio Educationis: Maria Theresa transferiu a universidade de Nagyszombat para Buda, e declarou que poderia haver somente uma universidade na Hungria. Deste ponto em diante a instituição passou a ser chamada de Liceu.
Os cursos de Filosofia e leis foram interrompidos em 1784 e o Seminário foi movido para Pest em 1786. No entanto, Eszterházy Károly nuca desistiu de seus planos. Após a morte de Joseph II em 1790, o curso de Filosofia foi reintegrado juntamente com Direito e Seminário. Em 1828, o arcebispo Pyrker János László estabeleceu a primeira faculdade de formação de professores Húngaros. Mais tarde, em 1852,  foi transferido para o Liceu e continuou até 1948. A partir de 1921, por iniciativa do arcebispo Szmrecsányi Lajos, a Escola Superior Católico Romana de Comércio para meninos também funcionava no edifício.
A faculdade de Educação mudou-se para o Liceu em 1949, quando a instituição fundada pelo Parlamento Húngaro, em 1948, mudou-se de Debrecen para Eger. A faculdade de Filosofia foi baseada nas tradições acadêmicas e ideais de professores de renome que valorizavam a orientação espiritual, a abertura para o futuro e a criação de um estabelecimento de alta qualidade.
A faculdade de formação de professores tornou-se uma instituição de formações de professores de nível universitário nacional em meio século. O curso de professores lançou alguns dos primeiros programas multi-disciplinares para a formação nacional de professores. Durante sua operação, mais de trinta mil profissionais com nível superior foram capacitados para a educação e sociedade Hungara. Os estudantes podem se inscrever a partir de todos os municípios do país e também do exterior.

## Cursos da universidade
Faculdade de Ciências Humanas
→Instituto de Estudos Linguísticos e Literários
```
   •Departamento de Ciência da Comunicação Aplicada
   •Departamento de Linguística Geral Aplicada
   •Departamento de Literatura Húngara
```

Escola de doutorado de Ciências Históricas
→Instituto de História
```
  •Departamento de História Húngara: Período Medieval e Moderno.
  •Departamento de História Húngara: Período Moderno
  •Departamento de História Mundial: Idade Antiga e Idade Média
  •Departamento de Ciências Históricas
  •Departamento de História Mundial: 
Idade Moderna
 e Contemporânea
```

→Departamentos Independentes
Departamento de Estudos da América
```
  •Departamento de Estudos Britânico
  •Departamento de Música
  •Departamento de Filosofia
  •Departamento de Língua e Literatura Francesa
  •Departamento de Língua e Literatura Alemã
  •Departamento de Artes Visuais
```

Faculdade de Formação de Professores e Tecnologia do aprendizado
→Instituto de informática e mídia
```
  •Departamento de Informatica
  •Departamento de cultura cinematográfica
  •Departamento de Instrução e Tecnologia de Comunicação
```

→Departamentos Independentes
```
  •Departamento de 
Andragogia
 e Cultura geral.
  •Departamento de estudos étnicos e minorias
  •Departamento de 
Pedagogia

  •Departamento de Psicologia
  •Departamento de Pedagogia Social
```

Faculdade de Economia e Ciências Sociais
→Instituto de Ciências Econômicas
```
  •Departamento de Economia e Direito Empresarial
  •Departamento de Administração
  •Departamento de Turismo
  •Departamento Especializado em Língua Estrangeira
```

→Departamentos Independentes
```
  •Departamento de Comunicação e Ciência da mídia
  •Departamento de Ciências Politicas
```

Faculdade de Ciências Naturais
→Instituto de Matemática e Informatica
```
  •Departamento de Matemática Aplicada
  •Departamento de Tecnologia da Informação
  •Departamento de Matemática
  •Departamento de Ciências da Computação
```

→Instituto de Biologia
```
  •Departamento de Zoologia
  •Departamento de fisiologia vegetal
  •Departamento de Ciências Ambientais
```

→Instituto de Ciência dos Alimentos
```
  •Departamento de Alimentos de Química de Vinho
  •Departamento de Alimentos de Química de Vinho
  •Departamento de Química, Química da Viticultura e Viticultura
  •Departamento de Microbiologia e Tecnologia de Alimentos
  •Departamento de Química, Química da Viticultura e Viticultura
  •Departamento de Microbiologia e Tecnologia de Alimentos
```

→Instituto de Educação Física e Ciência do Esporte
```
 •Departamento de Atividades Esportivas
 •Departamento de Ciência e Metodologia do Esporte
 •Departamento de Teoria da Cultura Corporal
```

→Outros serviços organizacionais
```
 •Unidade de Línguas Estrangeiras
 •TV Liceu
 •Centro Ciência Natural e metodologia( Torre Mágica)
```

Alunos Famosos:
•Gárdonyi Géza
•Bródy Sándor
•Cseh Tamás
•Lilés-Bódi Barbara